# Chaloupky (Hloubětín)
Chaloupky nebo také V Chaloupkách je lokalita v katastrálním území Hloubětín na Praze 14. Nachází se pod vrchem Lehovec (Hlohovec), který tvoří její jižní hranici, na východě ji ohraničuje ulice Slévačská, západní hranici tvoří ulice Hloubětínská. Severní hranici tvoří původní ves a sídliště Hloubětín z let 1961–1965 od architekta Miloslava Hudce, Josefa Poláka a Karla Štefce. Podle širšího vymezení jsou Chaloupky částí Starého Hloubětína, podle užšího vymezení pod Starý Hloubětín nepatří, protože má jiný typ zástavby. Přirozenou osou lokality je ulice V Chaloupkách.

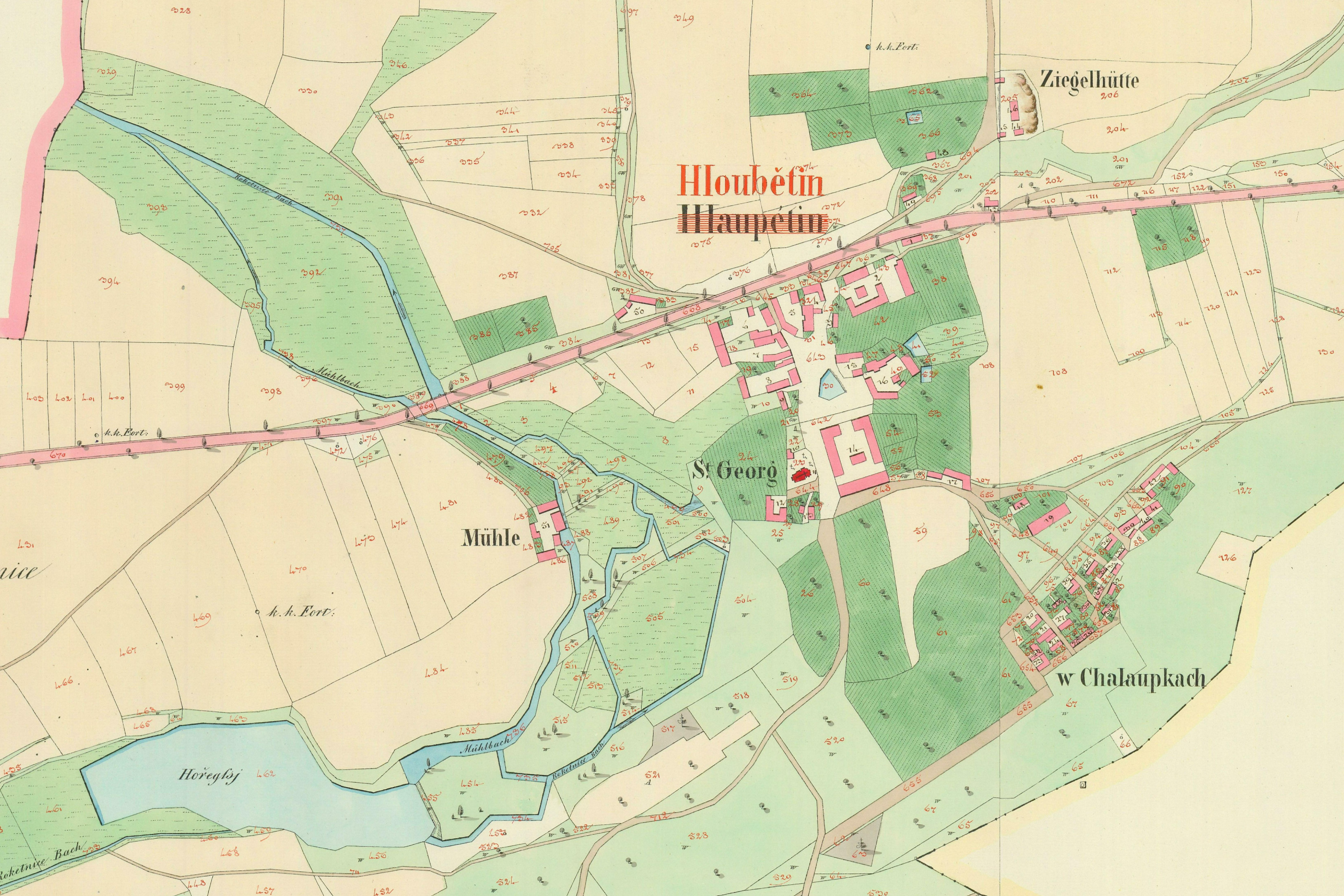
Hloubětín (Hlaupětin) na císařském otisku mapy Stabilního katastru z roku 1841, lokalita V Chaloupkách je v jihovýchodním rohu.

Počátek osídlení sahá do konce 17. století, kdy ve svahu přibližně mezi dnešními ulicemi Čertouská, V Chaloupkách a Šestajovická rytířský řád křižovníků s červenou hvězdou, tehdejší feudální vrchnost Hloubětína, založil ovčín a kolem bylo postaveno několik chalup. To dalo pomístní název této oblasti.
V roce 1770 byly chalupy očíslovány, získaly konskripční číslo (NC) 7 až 11, přičemž domky V Chaloupkách čp. 10/76 a Čertouská čp. 11/1 přímo navazují na původní zástavbu. K původním pěti domkům přibylo za Josefa II. (českým králem 1780–1790) dalších sedm staveb (č. 23–28 a 30). Do roku 1826 těchto domků stálo už dvacet čtyři (kromě zmíněných čísel ještě 32–35, 37–41 a 43–45). Pro tuto skupinu chalup, která byla oddělena poli od statků kolem vsi, se ujal název horní část obce, nakonec se ale prosadil název Chaloupky.
Podstatou lokality jsou tedy rodinné domy a vilky se zahradami, jejichž velká část vznikla v meziválečném období. Moderní architekturu zastupuje dům na adrese V Chaloupkách 1053 nebo Hostavická 44/37.
Ve svahu Lehovce bývaly pískovcové kamenolomy, ve kterých se těžil kámen dokonce pro stavby na Pražském hradě a Karlův most. Některé lomy byly proměněny na střelnice (např. střelnice Chaloupky). Lokalitu připomínala i autobusová zastávka V Chaloupkách, která bývala na ulici Průmyslové.